# First Night Live
First Night Live é o primeiro DVD ao vivo da banda brasileira de heavy metal Noturnall. É o registro do primeiro show oficial da banda, no dia 29 de março de 2014, na casa de shows Carioca Club, São Paulo/SP. Conta com as participações especiais do vocalista Russell Allen, da banda estadunidense Symphony X, e do cellista de 13 anos Luiz Fernando Venturelli.

## Faixas
1. "Intro"
2. "No Turn At All" (Bianchi, Quesada, Priester)
3. "St. Trigger" (Bianchi, Quesada)
4. "Inferno Veil" - cover de Shaman (Quesada, Bianchi, Mancini, Confessori)
5. "Zombies" (Bianchi, Quesada, Mancini, Allen)
6. "Master of Deception" (Bianchi, Quesada, Mancini)
7. "Hate" (Bianchi, Quesada, Mancini)
8. "Psychoctopus Drum Solo" (Priester)
9. "Last Wish" (Bianchi)
10. "Symphony of Destruction" - cover de Megadeth (faixa bônus) (Mustaine)
11. "Guitar Solo/Brazilian Act" (Mancini)
12. "Fake Healers" (Bianchi, Quesada, Carelli)
13. "Sugar Pill" (Bianchi, Quesada, Mancini)
14. "Nocturnal Human Side" (Bianchi)
15. "Stand Up and Shout" - cover de Dio (faixa bônus) (Dio, Bain)
16. "War Pigs" - cover de Black Sabbath (faixa bônus) (Iommi, Osbourne, Butler, Ward)

## Extras
- Making Of - Band & friends; Behind Yamaha's console
- Videos - The Little Big Adventure; On The Road
- Videoclips - "Nocturnal Human Side"; "No Turn At All"; "Woman in Chains"

## Banda
- Thiago Bianchi - vocal
- Léo Mancini - guitarra, violão
- Fernando Quesada - baixo
- Aquiles Priester - bateria
- Junior Carelli - teclados

## Participações especiais
- Luiz Fernando Venturelli - cello (em "Last Wish" e "Symphony of Destruction")
- Russell Allen - vocal (em "Nocturnal Human Side", "Stand Up and Shout" e "War Pigs")